# Grevillea stenostachya
Grevillea stenostachya är en tvåhjärtbladig växtart som beskrevs av Charles Austin Gardner. Grevillea stenostachya ingår i släktet Grevillea och familjen Proteaceae. Inga underarter finns listade i Catalogue of Life.